# Afrixalus dorsimaculatus
Espèce
Synonymes
- Megalixalus dorsimaculatus Ahl, 1930

Statut de conservation UICN

 EN B1ab(iii) : En danger
Afrixalus dorsimaculatus est une espèce d'amphibiens de la famille des Hyperoliidae.

## Répartition
Cette espèce est endémique de Tanzanie. Elle se rencontre dans les monts Usambara orientaux et occidentaux et dans les monts Nguu.

## Publication originale
- Ahl, 1930 : Über die afrikanischen Arten der Baumfroschgattung Megalixalus. Sitzungsberichte der Gesellschaft Naturforschender Freunde zu Berlin, vol. 1930, p. 89-102.